# Maryland 300 1968
Maryland 300 1968 var ett stockcarlopp ingående i Nascar Grand National Series (nuvarande Nascar Cup Series) som kördes 13 september 1968 på den 0,5 mile (804,67 m) långa ovalbanan Beltsville Speedway i Beltsville i Maryland. Totalt avverkades 150 miles (241,401 km) fördelat på 300 varv. Banunderlaget var asfalt. Loppet vanns av Bobby Isaac i en Dodge på tiden 2:06.42 körande för K&K Insurance Racing. Isaacs snitthastighet uppgick till 71,033 mph. Han var vid målgång ensam förare på ledarvarvet, två varv före tvåan Bobby Allison. Prispotten uppgick till 7 200dollar, varav 1 400 dollar gick till segraren.

## Resultat
| Plc     | Nr | Förare          | Team/ bilägare           | Konstruktör | Start | Varv | Ledda varv |
| ------- | -- | --------------- | ------------------------ | ----------- | ----- | ---- | ---------- |
| 1       | 71 | Bobby Isaac     | K&K Insurance Racing     | Dodge       | 3     | 300  | 158        |
| 2       | 2  | Bobby Allison   | J.D. Bracken             | Chevrolet   | 4     | 298  | 0          |
| 3       | 43 | Richard Petty   | Petty Enterprises        | Plymouth    | 2     | 294  | 0          |
| 4       | 49 | G.C. Spencer    | GC Spencer Racing        | Plymouth    | 6     | 294  | 0          |
| 5       | 9  | Roy Tyner       | Roy Tyner                | Pontiac     | 21    | 285  | 0          |
| 6       | 20 | Clyde Lynn      | Negre Racing             | Ford        | 13    | 285  | 0          |
| 7       | 07 | George Davis    | George Davis             | Chevrolet   | 10    | 285  | 0          |
| 8       | 70 | J.D. McDuffie   | McDuffie Racing          | Buick       | 14    | 283  | 0          |
| 9       | 25 | Jabe Thomas     | Robertson Racing         | Ford        | 12    | 280  | 0          |
| 10      | 34 | Wendell Scott   | Scott Racing             | Ford        | 16    | 274  | 0          |
| 11      | 5  | Earl Brooks     | Robertson Racing         | Ford        | 17    | 270  | 0          |
| 12      | 48 | James Hylton    | Hylton Engineering       | Dodge       | 5     | 268  | 0          |
| 13      | 19 | Cecil Gordon    | Gray Racing              | Ford        | 19    | 250  | 0          |
| 14      | 95 | Paul Dean Holt  | Gray Racing              | Ford        | 18    | 222  | 0          |
| 15      | 06 | Neil Castles    | Neil Castles             | Plymouth    | 8     | 170  | 0          |
| 16      | 10 | Bill Champion   | Champion Racing          | Ford        | 9     | 166  | 0          |
| 17      | 45 | Elmo Langley    | Seifert Racing           | Ford        | 11    | 149  | 0          |
| 18      | 21 | Cale Yarborough | Wood Brothers Racing     | Mercury     | 1     | 142  | 142        |
| 19      | 83 | G.T. Nolan      | Allen McMillion          | Pontiac     | 22    | 123  | 0          |
| 20      | 4  | John Sears      | DeWitt Racing            | Ford        | 7     | 81   | 0          |
| 21      | 51 | Stan Meserve    | Margo Hamm               | Dodge       | 15    | 38   | 0          |
| 22      | 64 | Bill Seifert    | Langley-Woodfield Racing | Ford        | 23    | 8    | 0          |
| 23      | 84 | David Pearson   | Roy Trantham             | Ford        | 20    | 300  | 0          |
| Källor: |    |                 |                          |             |       |      |            |